# Régiments gorkhas (Inde)

Les hommes du 2e Bataillon, 5e Gorkha Rifles (Frontier Force) opérant aux côtés des soldats de la 82e Division aéroportée de l'armée américaine en 2013.

Depuis l'indépendance de l'Inde en 1947, selon les termes de l'accord tripartite Grande-Bretagne-Inde-Népal, six régiments Gorkha, qui faisaient auparavant partie de l'armée des Indes britanniques, intégrèrent l'armée indienne dont ils font toujours partie. Les troupes sont principalement constituées de Gurkhas du Népal. Ils ont une réputation de solides combattants courageux. Les récompenses et décorations militaires gagnées par ces soldats avant et après leur intégration dans l'armée indienne sont là pour le prouver. Un septième régiment de  Gorkha fut créé au sein de l'armée indienne après l'indépendance pour accueillir les soldats du 7e Gurkha Rifles et du 10e Gurkha Rifles qui choisirent de ne pas être transférés à l'armée britannique. 

## Les origines
Impressionné par les qualités au combat des Gorkhas durant la guerre anglo-népalaise, Sir David Ochterlony ne tarda pas à réaliser leur potentiel au sein de sa propre armée, l'armée indienne britannique. Jusqu'à cette époque, les transfuges Gorkha étaient généralement utilisés comme forces irrégulières supplétives. En avril 1815, le premier bataillon du régiment de Gorkha devint officiellement le régiment de Nasiri. Ce régiment devint plus tard le 1er Gorkha Riffles et participa aux combats de fort Maulun sous les ordres du lieutenant Lawtie. 
Ils contribuèrent à l'expansion de la Compagnie britannique des Indes orientales dans tout le sous-continent indien. Les Gorkhas participèrent à la Guerre Gurkha–Sikh, aux guerres anglo-sikhs, aux guerres afghanes et à la répression de la rébellion indienne de 1857. Tout au long de ces années, les Britanniques continuèrent de recruter des Gorkhas et continuèrent d'augmenter le nombre de régiments Gorkhas. 
Au début de la Première Guerre mondiale, il y avait 10 régiments Gorkha (orthographiés Gurkha à l'époque) au sein de l'armée indienne britannique. 
Les régiments de Gorkha jouèrent un rôle majeur dans le cadre des armées du Commonwealth pendant les deux guerres mondiales, passant de Monte Cassino à l'ouest à Rangoun à l'est et remportant de nombreuses décorations. Pendant la campagne d'Afrique du Nord, les Afrikakorps allemands montrèrent beaucoup de respect aux Gorkhas, armés de leur célèbre couteau, le khukuri.

## Post-indépendance

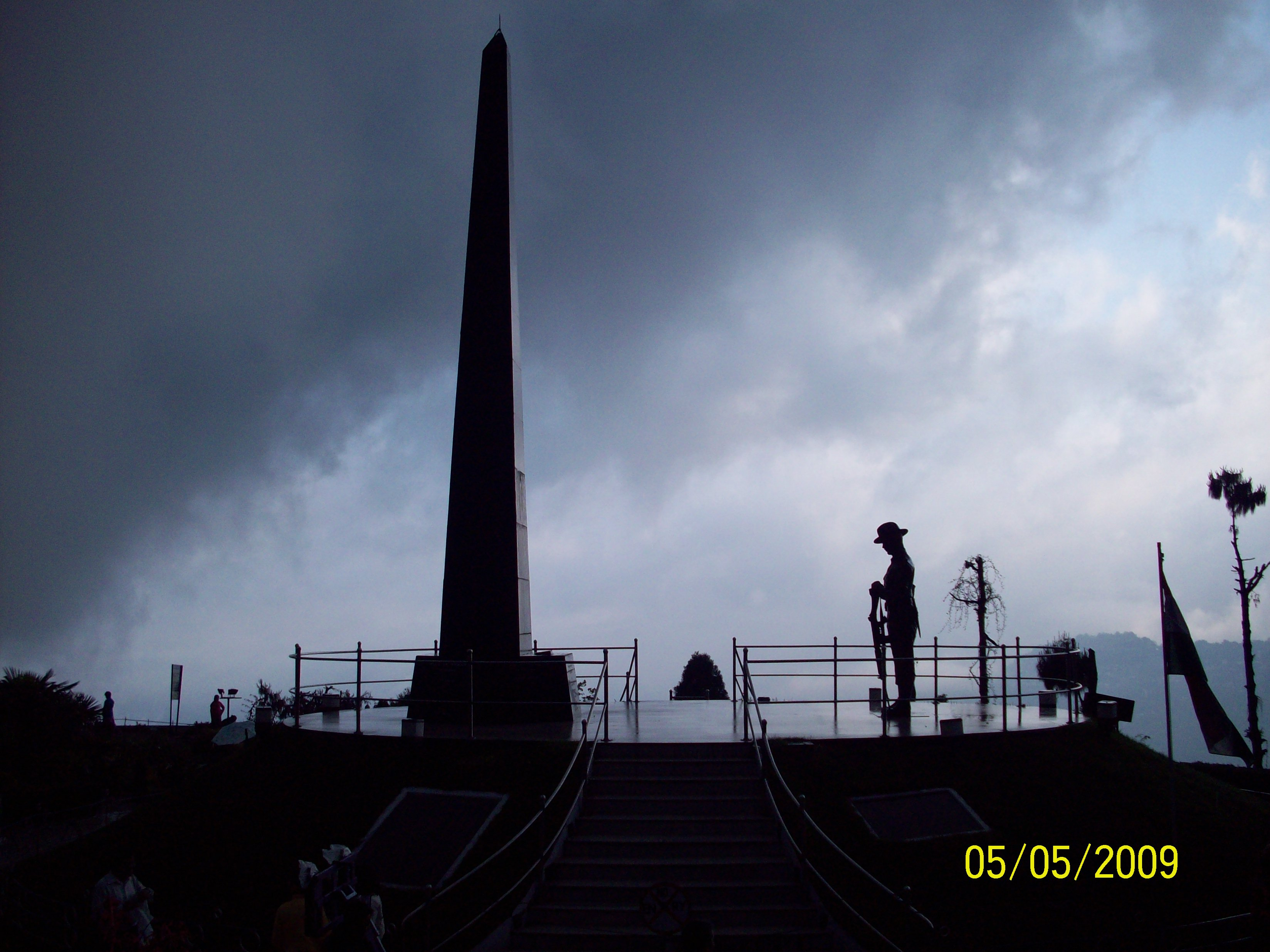
Monument aux morts des soldats Gorkha, Batasia Loop, Darjeeling.

Après l'indépendance de l'Inde, l'Inde, le Népal et la Grande-Bretagne signèrent un accord tripartite et, sur un total de 10 régiments Gorkhas appartenant à l'armée indienne britannique, six rejoinrent l'armée indienne : 
- 1st King George V's Own Gurkha Rifles (the Malaun Regiment)
- 3rd Queen Alexandra's Own Gurkha Rifles
- 4th Prince of Wales's Own Gurkha Rifles
- 5th Royal Gurkha Rifles (Frontier Force)
- 8th Gurkha Rifles
- 9th Gurkha Rifles

À la suite des divisions des régiments de Gorkha, l'armée britannique décida que l'adhésion à l'armée britannique serait basée sur le volontariat pour les Gorkhas et décida d'organiser un référendum. À la suite de ce référendum, un grand nombre d'hommes des 7e Gurkha Rifles et 10e Gurkha Rifles, principalement recrutés dans l'est du Népal, décidèrent de ne pas rejoindre leurs régiments au sein de l'armée britannique. Afin de conserver un contingent provenant de cette région du Népal, l'armée indienne prit la décision de créer le 11th Gorkha Rifles. Il y avait déjà eu un tel régiment créé pendant la Première Guerre mondiale avec des troupes provenant des différentes unités de Gurkha. Les troupes de ce nouveau 11ème Régiment conservèrent majoritairement les insignes de leurs régiments respectifs (à quelques exceptions près qui portèrent l'insigne du 11ème, non officiel car jamais validé. Ce régiment fut dissous en 1922 et n'a aucun lien avec le 11th Gorkha Rifles actuel contrairement à ce que certains prétendent. En 1949, l'orthographe de "Gurkha" dans l'armée indienne fut changé en "Gorkha", plus traditionnelle, tandis qu'en devenant une république en 1950, tous les titres royaux associés aux régiments indiens Gorkha furent abandonnés. 
Depuis l'indépendance, les Gorkhas ont participé à toutes les grandes campagnes impliquant l'armée indienne et purent montrer leur bravoure sur les champs de bataille. Les régiments remportèrent de nombreuses décorations comme le Param Vir Chakra et le Maha Vir Chakra. Le 5th Gorkha Rifles (Frontier Force), a le privilège d'avoir vu sortir de ses rangs l'un des deux maréchaux de l'armée indienne, Sam Manekshaw. 
Le 5e bataillon du 5th Gorkha Rifles (Frontier Force), le 5/5 GR (FF), a vaillamment combattu au cours de  l'annexion de l'Hyderabad en 1948, au cours de laquelle Nk. Nar Bahadur Thapa (5/5 GR (FF)) fut décoré de la première Ashok Chakra Classe I de l'histoire de l'Inde indépendante, le 15 septembre 1948. Le 1er bataillon, 1/5 GR (FF), saisit le renflement de Sehjra en affrontant tout un bataillon pakistanais pendant la guerre indo-pakistanaise de 1971. Le 4e bataillon, 4/5 GR (FF), combattit au cours de la bataille de Sylhet, étant ainsi le premier régiment de l'armée indienne à être impliqué dans une attaque héliportée. Sous le commandement de l'armée indienne, les Gorkhas ont servi au Bangladesh, au Sri Lanka, à Siachen et dans les missions de maintien de la paix des Nations unies au Liban, au Soudan et en Sierra Leone. 
Le major Dhan Singh Thapa du 1er bataillon, 8 Gorkha Rifles, 1/8 GR, fut décoré du Param Vir Chakra pour ses actions héroïques lors du conflit sino-indien de 1962. Le 1er bataillon de 11th Gorkha Rifles, 1/11 GR, fut impliqué dans la guerre de Kargil en 1999 où le lieutenant Manoj Kumar Pandey fut décoré de la Param Vir Chakra pour son action au feu.

## Chapeau Gurkha

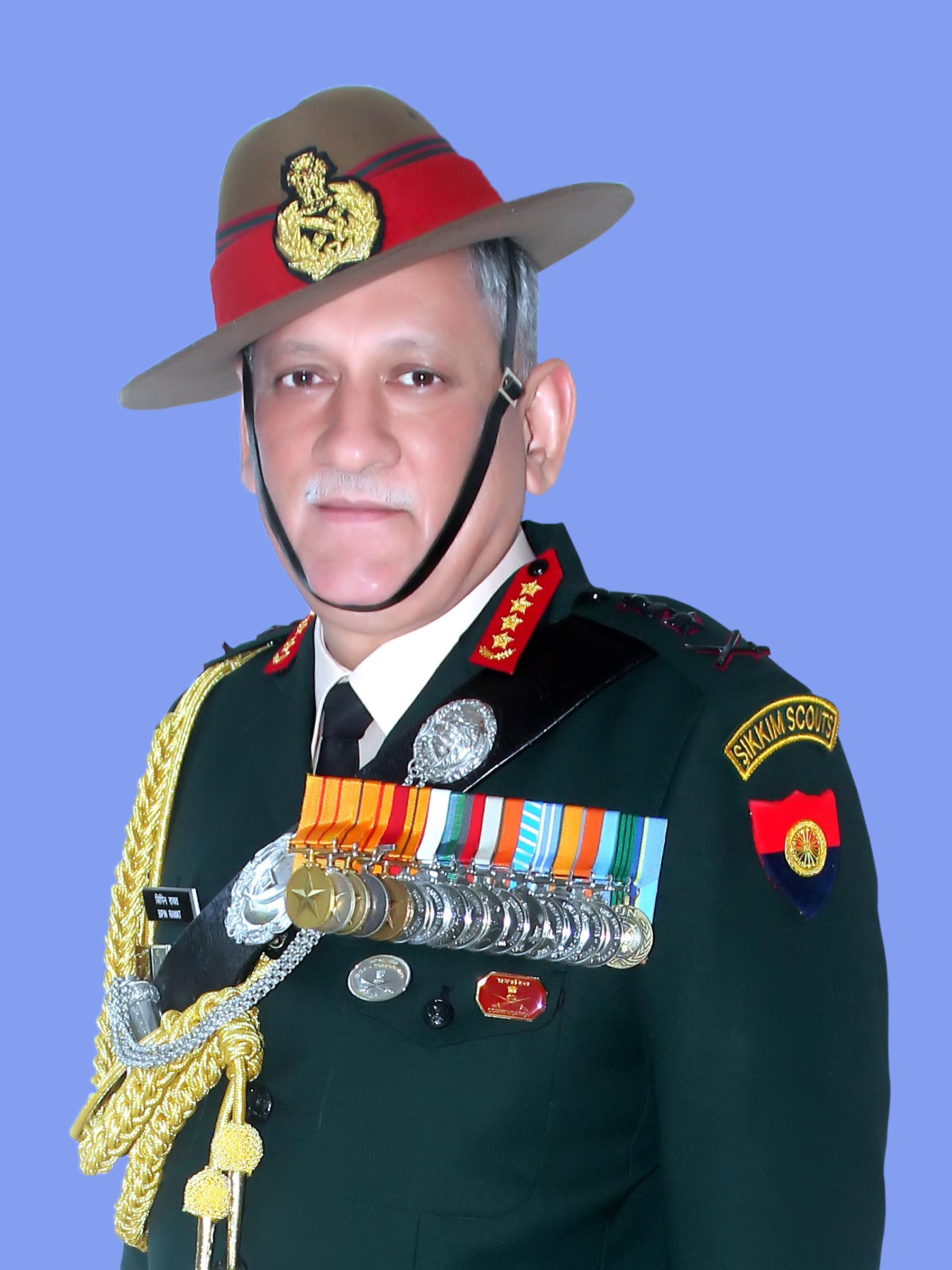
Gen. Bipin Rawat portant le chapeau Gurkha incliné.

Le chapeau Gurkha est à large bord, en feutre et se porte incliné. 

## Force actuelle

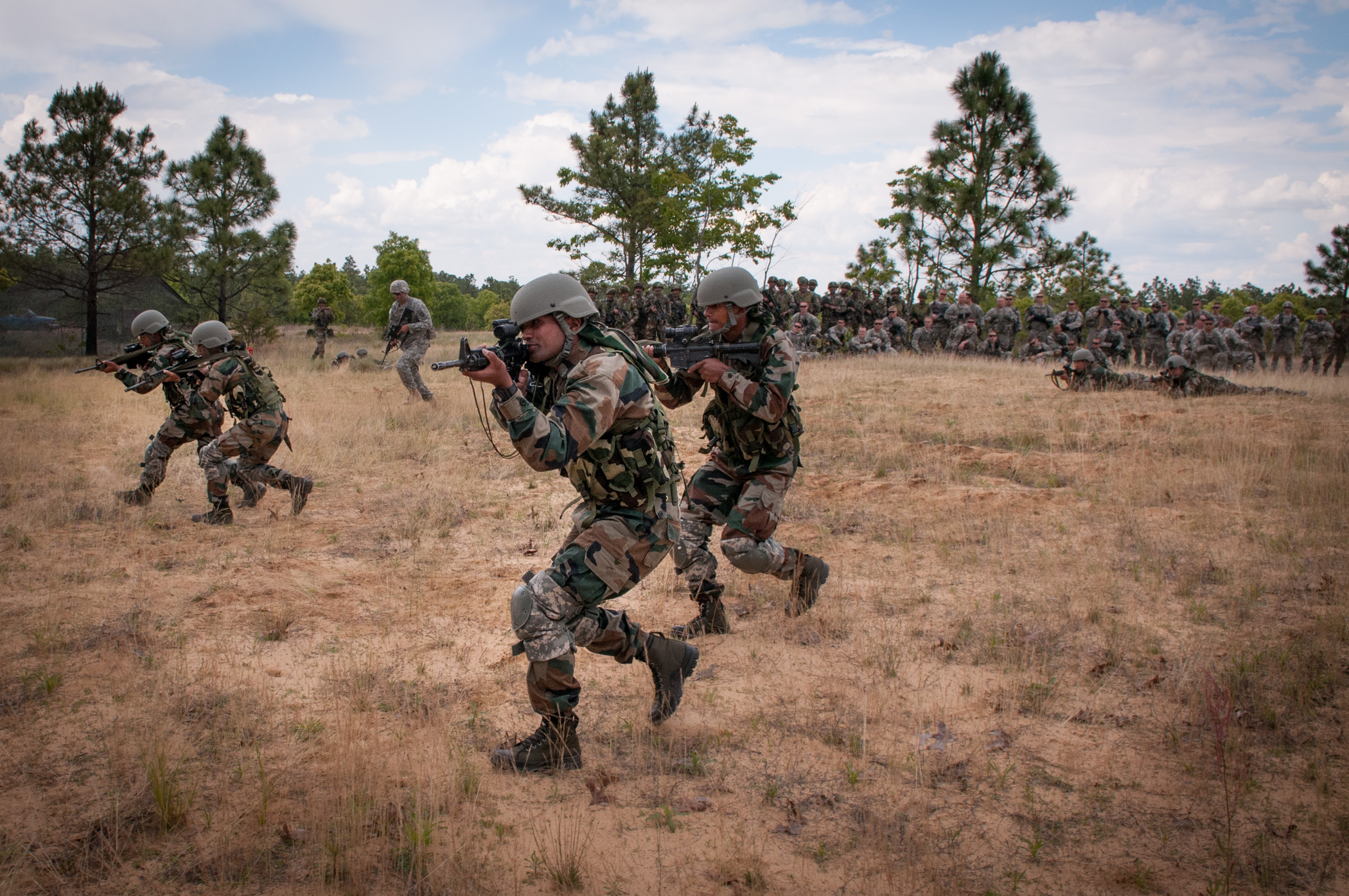
Des soldats de la 99th Mountain Brigade's, 2e bataillon, 5e régiment de fusiliers gorkhas, pendant Yudh Abhyas 2013.

Actuellement, il existe 39 bataillons servant dans 7 régiments gorkhas de l'armée indienne. Six régiments proviennent de l'ancienne armée indienne britannique, tandis qu'un fut formé après l'indépendance : 
- 1er régiment de fusiliers gorkhas  - 6 bataillons ;
- 3e régiment de fusiliers gorkhas - 5 bataillons ;
- 4e régiment de fusiliers gorkhas - 5 bataillons ;
- 5e régiment de fusiliers gorkhas - 6 bataillons ;
- 8e régiment de gorkhas  - 6 bataillons
- 9e régiment de fusiliers gorkhas  - 5 bataillons
- 11e régiment de fusiliers gorkhas - 7 bataillons et un bataillon TA (107 Inf Bn (11GR) (levés après l'indépendance de l'Inde).

Les différents régiments d'infanterie gorkhas de l'armée indienne sont collectivement identifiés comme la «brigade gorkha» et ne doivent pas être confondus avec la Brigade des Gurkhas de l'armée britannique.

## Dans la culture populaire
Une section du Gorkha 1/11, dirigée par le lieutenant Manoj Kumar Pandey, fut représentée de Bollywood LOC Kargil. 

## Voir également
- Démographie du Népal
- Gurkhas
- Forces armées indiennes
- Armée indienne britannique (1858-1947)
- Royal Gurkha Rifles (armée britannique)
- Brigade de Gurkhas (armée britannique)
- Unité de réserve de Gurkha - (Force de police du Brunei)
- Gurkha Contingent (Police de Singapour)
- Volontaires militaires étrangers